# 肖裕仪
肖裕仪（1996年1月10日—），广东省汕头市潮南区峡山镇人，中国女子足球运动员，中国国家女子足球队成员，司职前锋。
肖裕仪在虹口实验学校讀小學兩年級時被虹口区体育局特聘教练员张贵宝挑中，之後加入虹口实验学校的“红玫瑰”女子足球队。
曾参加2018年亞足聯女子亞洲盃、2018年亚洲运动会女子足球比赛、2020年夏季奥林匹克运动会女子足球比赛和2022年亞足聯女子亞洲盃。肖裕仪在2022年亞足聯女子亞洲盃决赛的第93分钟为中国队打进了决定胜负的一球，帮助中国女足以3：2逆转击败了韩国国家女子足球队。
2022年11月4日，澳大利亚阿德莱德联队表示以租借形式签下了肖裕仪。